# August 1986
Portal Geschichte | Portal Biografien | Aktuelle Ereignisse | Jahreskalender | Tagesartikel

◄ |
19. Jahrhundert |
20. Jahrhundert
| 21. Jahrhundert

◄ |
1950er |
1960er |
1970er |
1980er
| 1990er | 2000er | 2010er | ►

◄ |
1982 |
1983 |
1984 |
1985 |
1986
| 1987 | 1988 | 1989 | 1990 | ►

◄ |
Mai 1986 |
Juni 1986 |
Juli 1986 |
August 1986 |
September 1986 |
Oktober 1986 |
November 1986 |
►
Dieser Artikel behandelt aktuelle Nachrichten und Ereignisse im August 1986.

## Tagesgeschehen

### Freitag, 1. August 1986
- Bonn/Deutschland: Der Tatbestand „Computerbetrug“ wird in das bundesdeutsche Strafrecht aufgenommen, weil kriminelle Handlungen im Bereich der elektronischen Datenverarbeitung im Geschäftsverkehr zunehmen.[1]

### Samstag, 2. August 1986
- Bagdad/Irak: In einem offenen Brief an die politischen und religiösen Führer des Iran bietet das diktatorisch regierende irakische Staatsoberhaupt Saddam Hussein Frieden im Golfkrieg an. In dem Text wirft er den Iranern z. B. vor, den Krieg unnötig in die Länge zu ziehen.[2]

### Dienstag, 5. August 1986
- London/Vereinigtes Königreich: Auf einem „kleinen Gipfel“ von Staatschefs der Commonwealth-Länder entschließen sich Australien, die Bahamas, Kanada, Sambia, Simbabwe und das Vereinigte Königreich zu wirtschaftlichen Sanktionen gegen Südafrika, da dessen in den Händen der europiden Minderheit des Landes liegende Regierung eine strikte Politik der Rassentrennung verfolgt.[3]

### Donnerstag, 7. August 1986
- New York/Vereinigte Staaten: Die Zeitung The New York Times berichtet, dass die Region Afrika südlich der Sahara nach drei Dürrejahren in diesem Sommer eine Wanderheuschrecken-Plage durchlebt, welche sofortige Gegenmaßnahmen erfordere, um die Ernten des laufenden und des nächsten Jahres nicht zu gefährden.[4][5]

### Samstag, 9. August 1986
- Knebworth/Vereinigtes Königreich: Die Rock-Band Queen, eine der am stärksten nachgefragten Bands in der Geschichte der Popmusik, beendet die Magic Tour, ihre bislang umfangreichste Tournee, mit einem Konzert im Park von Knebworth House.[6]

### Sonntag, 10. August 1986
- Bonn/Deutschland: Der Kandidat der SPD für das Amt des Bundeskanzlers zur Bundestagswahl 1987 Johannes Rau erklärt in der ZDF-Fernsehsendung Bonner Perspektiven, dass er mit der SPD um die absolute Mehrheit der Sitze im Bundestag kämpfe. Raus Kritiker halten die absolute Mehrheit auf Bundesebene angesichts der gegenwärtigen Präferenzen der Wähler für ausgeschlossen, doch selbst eine denkbare rot-grüne Koalition widerstrebt dem Kandidaten.[7]
- Mogyoród/Ungarn: Die Rennserie Formel 1 hält zum ersten Mal ein Rennen in einem Staat ab, der im politischen Einflussbereich der Sowjetunion liegt. Es siegt mit dem Brasilianer Nelson Piquet vom Team Williams-Honda einer der Favoriten auf den Gewinn des Fahrer-WM-Titels.[8]

### Montag, 11. August 1986
- Pomeroy, The Birches/Vereinigtes Königreich: In Nordirland zündet die Brigade von Ost-Tyrone der Terroristischen Vereinigung Provisorische Irisch-Republikanische Armee eine Bombe in Pomeroy im County Tyrone, damit sich dort möglichst viele Einheiten der Polizei (RUC) versammeln. Danach greift die Vereinigung eine RUC-Kaserne in The Birches mit Schusswaffen an, durchbricht mit einem Bagger den Einfassungszaun und bringt eine in dem Gefährt transportierte 91-kg-Bombe zur Detonation. Der größte Teil der zu diesem Zeitpunkt unbemannten Kaserne sowie umliegende Gebäude werden durch den Anschlag zerstört.[9][10]

### Dienstag, 12. August 1986
- Bagdad/Irak, Hormozgan/Iran: Im Golfkrieg beschädigen beide Kontrahenten erneut wichtige Anlagen zur Erdöl-Gewinnung und -Distribution der anderen Kriegspartei. Seit einigen Monaten versuchen zudem führende Staaten in der Organisation erdölexportierender Länder, eine künstliche Verknappung des weltweiten Angebots an Rohöl herbeizuführen. Diese Entwicklungen stoppen das beständige Sinken des Ölpreises, das vor etwa fünf Jahren mit dem Ende der „zweiten Ölpreiskrise“ einsetzte.[11][12]

### Mittwoch, 13. August 1986

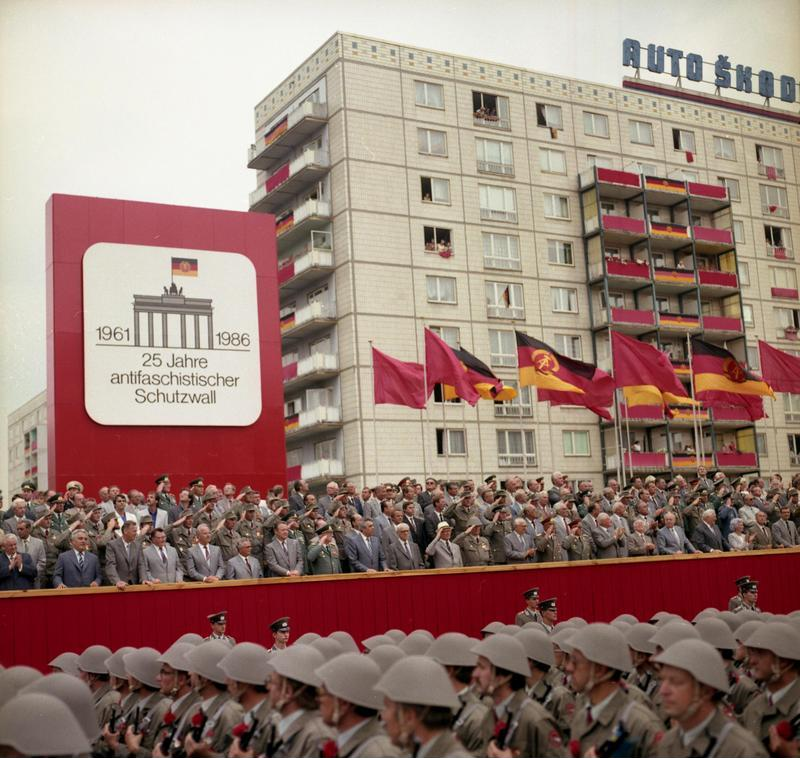
Kampfappell in Ost-Berlin am 13. August

- Berlin/Deutschland: Der Bau der Berliner Mauer auf Befehl der Führung der in der DDR regierenden Sozialistischen Einheitspartei Deutschlands (SED) vor 25 Jahren ist Anlass für eine Parade in Ost-Berlin. Die SED bezeichnet die Mauer dabei wieder als „Schutzwall“, so nannte sie das Bauwerk zur Zeit seiner Errichtung, in den letzten Jahren aber seltener. Im Reichstagsgebäude im West-Berliner Bezirk Tiergarten gedenken Politiker der Bundesrepublik am gleichen Tag den Opfern der Teilung Deutschlands.[13][14]

### Samstag, 16. August 1986
- London/Vereinigtes Königreich: Der „Thatcherismus“ genannte Wirtschaftskurs der Regierung des Vereinigten Königreichs geht weiterhin mit einer hohen Zahl erwerbsfähiger Personen, die vom Arbeitsleben ausgeschlossen sind, einher. Die Zahl der Arbeitslosen beträgt nach heutiger Mitteilung fast 3.100.000 Personen, das bedeutet eine Verdreifachung innerhalb der sieben Regierungsjahre der Premierministerin Margaret Thatcher (Konservative Partei).[15]
- Santo Domingo/Dominikanische Republik: Der 79-jährige ehemalige Staatspräsident Joaquín Antonio Balaguer Ricardo, der bis 1961 wichtigster politischer Partner des damals herrschenden Diktators Rafael Leónidas Trujillo Molina war, wird in Nachfolge Salvador Jorge Blancos, in dessen Regierungszeit Massenunruhen in Folge wirtschaftlicher Not ausbrachen, neuerlich als Staatspräsident vereidigt.[16]

### Donnerstag, 21. August 1986
- Nord-Ouest/Kamerun: Der Nyos-See im Oku-Vulkanfeld, ein Kratersee, gast plötzlich 1,6 Millionen t Kohlenstoffdioxid aus, das vom Wasserdruck nicht mehr gehalten werden kann. Die entstehende Gaswolke verletzt mindestens 1.700 Menschen tödlich. Einige Bauern des Umlands berichten, dass sie zuvor Blasen in dem Gewässer wahrnahmen, ihr Wissen allerdings nicht weitergaben.[17][18]

### Samstag, 23. August 1986

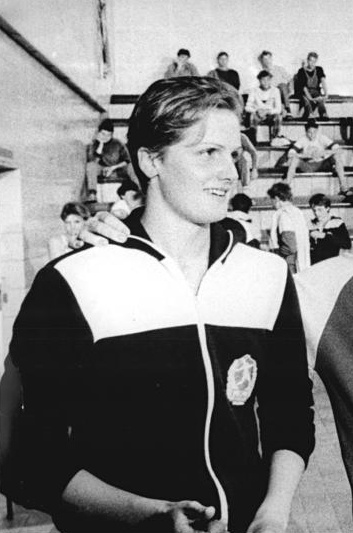
Kristin Otto

- Madrid/Spanien: Die 5. Schwimmweltmeisterschaften der FINA gehen zu Ende. Die erfolgreichste Nation ist die DDR mit 29 Medaillen, darunter vier Gold-Medaillen von Kristin Otto. Die Schwimmer aus der BRD holen sieben und die der Schweiz zwei Medaillen.[19]

### Montag, 25. August 1986

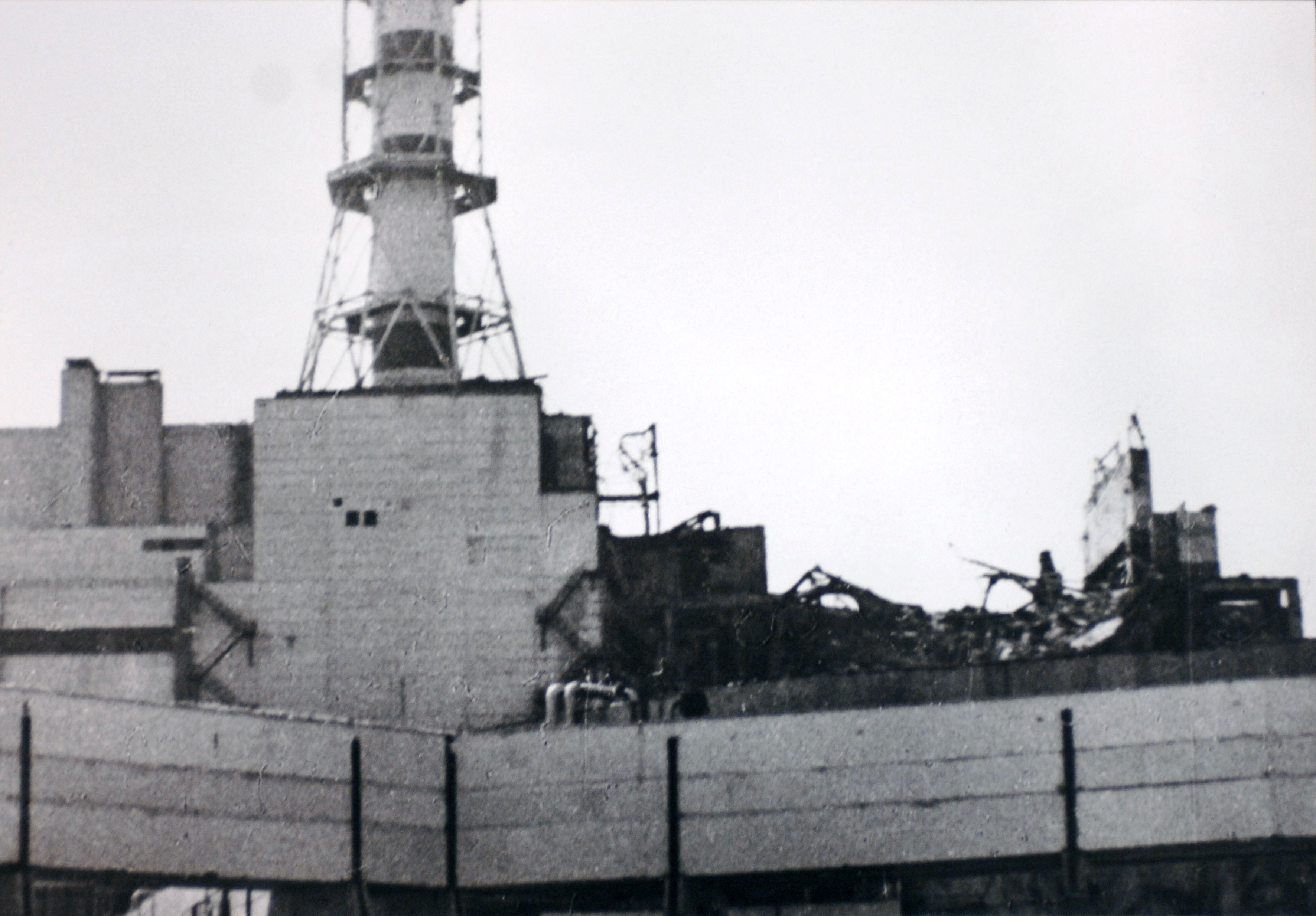
Zustand des Kernkraftwerks Tschernobyl nach dem Löschen des Reaktorbrands

- Wien/Österreich: Am Standort der Internationalen Atomenergie-Organisation beginnt ein fünftägiges Treffen, auf dem die neugegründete Internationale Gutachtergruppe für Nukleare Sicherheit (englisch International Nuclear Safety Advisory Group) die Gründe für die Nuklearkatastrophe von Tschernobyl am 26. April eruieren soll.[20]

### Freitag, 29. August 1986

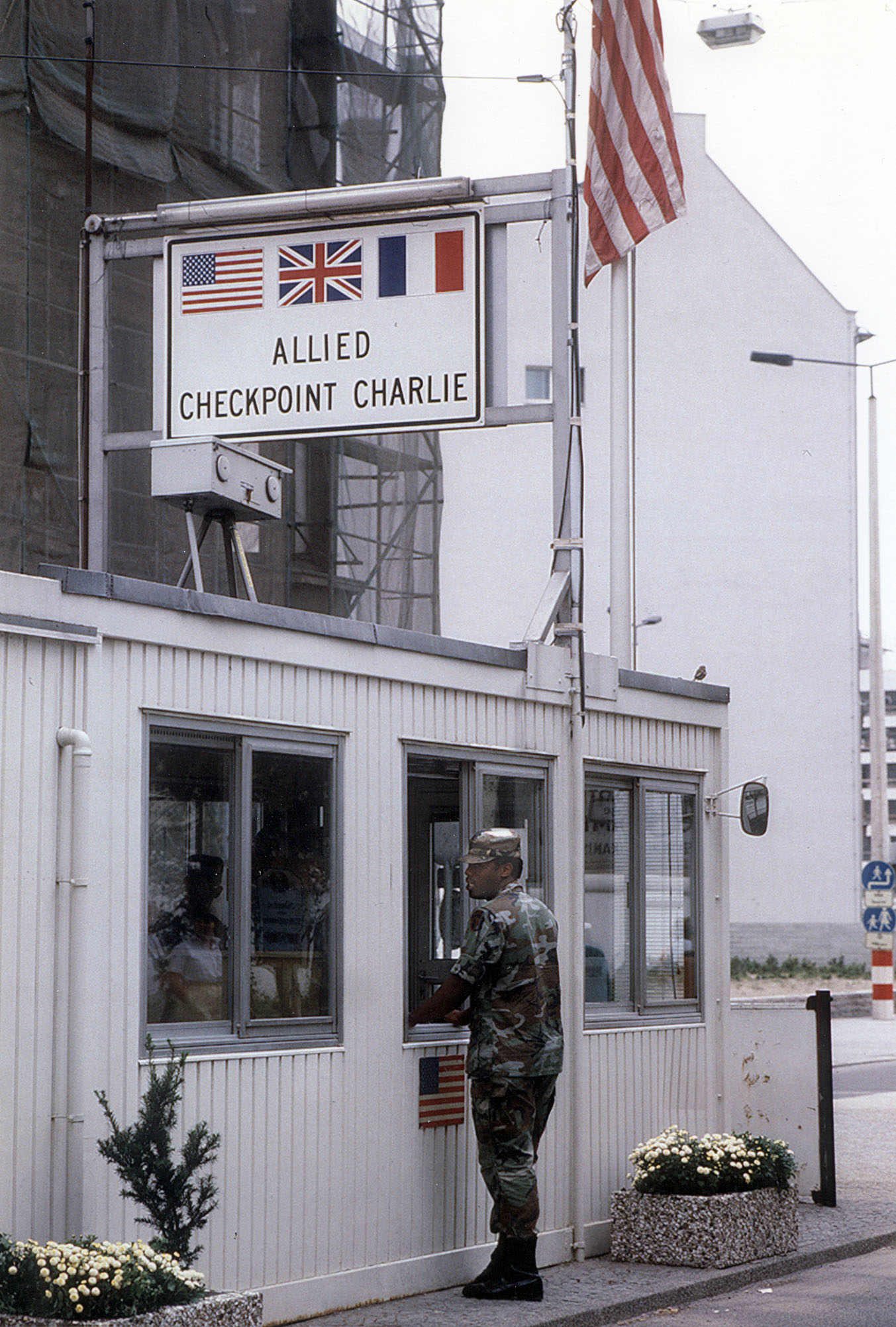
„Checkpoint Charlie“, ein Grenzübergang für Militärangehörige und Diplomaten, hier Berlin-Kreuzberg

- Berlin/Deutschland: Drei Bürger der DDR durchbrechen mit einem leichten Lkw der Marke Liaz die Sperren am Grenzübergang Friedrichstraße, passieren den „Checkpoint Charlie“ der US Army Europe und gelangen unversehrt nach West-Berlin.[21]
- Kampala/Uganda: Der seit 1980 andauernde Bürgerkrieg, welcher auf den Uganda-Tansania-Krieg folgte, endet ohne demokratische Wahl mit der Vereidigung des Gründers der Nationalen Widerstandsarmee Yoweri Museveni als neuer Staatspräsident.[22]
- Rabat/Marokko: Nachdem der libysche Diktator Muammar al-Gaddafi die marokkanische Außenpolitik als zu Israel-freundlich kritisierte, verkündet König Hassan II. in einer Radioansprache, dass Marokko die vor zwei Jahren mit Libyen gebildete Arabisch-Afrikanische Föderation wieder verlässt.[23]

## Siehe auch

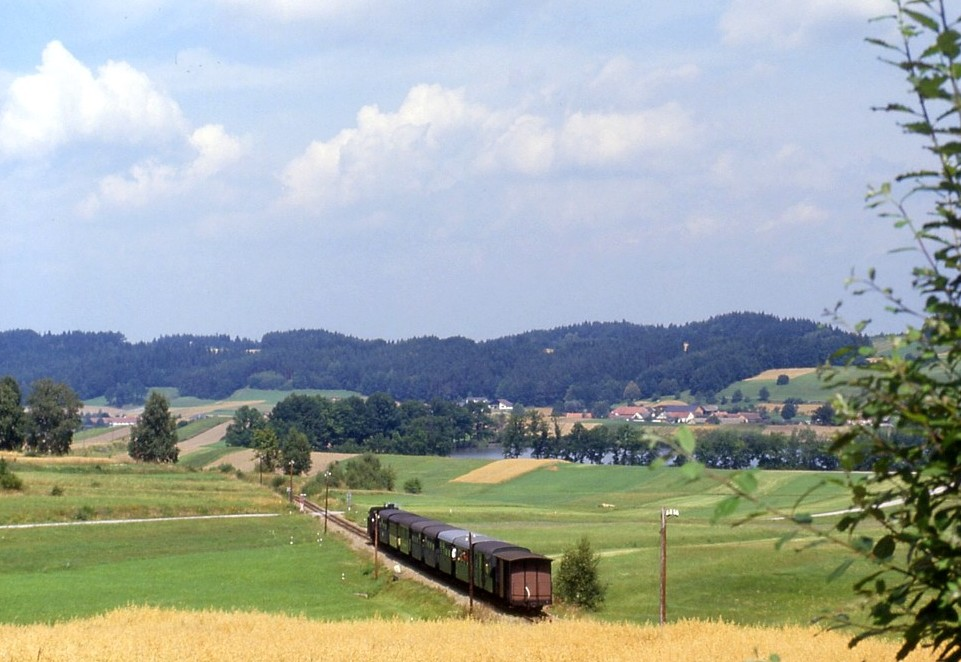
Niederösterreich im August 1986